# Lasse Björne
Lasse Björne, folkbokförd Lars Göran Björne, född 23 januari 1926 i Kungsholms församling i Stockholm, död 5 januari 2013  i Brännkyrka församling i Stockholm, var en svensk filmfotograf. 

## Biografi
Lasse Björne växte upp i en skådespelarfamilj; båda hans föräldrar, Hugo och Gerda Björne, var skådespelare. Han började dock en akademisk utbildning i nationalekonomi vid Stockholms högskola men utan att ta examen. Han ändrade inriktning och studerade foto för Sven Winquist och fortsatte sedan med praktik vid Ateljé Uggla.[källa behövs]
I början av 1950-talet anställdes han vid Svensk filmindustri på Filmstaden som B-fotograf. Han arbetade som assistent åt bland andra Martin Bodin och Gunnar Fischer. År 1959 avancerade han till chefsfotograf och arbetade därefter som frilansfotograf med långfilm och TV. Lasse Björne har fotograferat ett 80-tal filmer. 
Han samarbetade med regissörer som Alf Sjöberg, Vilgot Sjöman, Kjell Grede, Gunnel Lindblom, danskan Astrid Henning-Jensen och kort- och dokumentärfilmaren Gösta Werner.
Lasse Björne var 1952–1974 gift med Sonja Wiinikka (1925–1986) och 1976–1987 med Ann-Mari Holmstedt (född 1949). Bland barnen märks skådespelarna Anders Björne (född 1959) i första äktenskapet och Mia Mountain (född 1979) i andra äktenskapet. Lasse Björne är begravd på S:t Jörgens kyrkogård i Varberg.

## Filmfoto (i urval)
- 1959 – Brott i Paradiset
- 1961 – Karneval
- 1961 – Briggen Tre Liljor
- 1963 – Lyckodrömmen
- 1965 – Tills. med Gunilla månd. kväll o. tisd.
- 1966 – Ön
- 1966 – Syskonbädd 1782
- 1967 – Mördaren – en helt vanlig person
- 1967 – Ryck mej i svansen, älskling!
- 1967 – Den onda cirkeln
- 1967 – Hugo och Josefin
- 1968 – ...som havets nakna vind
- 1969 – Fadern
- 1969 – Harry Munter
- 1970 – Skräcken har 1000 ögon
- 1970 – Mera ur Kärlekens språk
- 1970 – Kyrkoherden
- 1971 – Kärlekens XYZ
- 1972 – Firmafesten
- 1972 – Klara Lust
- 1973 – Elsa får piano
- 1973 – Stenansiktet
- 1973 – Bröllopet
- 1973 – Håll alla dörrar öppna
- 1973 – Levande bilder
- 1974 – En enkel melodi
- 1974 – Världens bästa Karlsson
- 1975 – Maria
- 1975 – Släpp fångarne loss – det är vår!
- 1976 – I lust och nöd
- 1979 – Sabina
- 1980 – Trollsommar
- 1981 – Victor Sjöström – ett porträtt av Gösta Werner
- 1982 – Jönssonligan & DynamitHarry
- 1983 – Mot härliga tider
- 1983 – Raskenstam
- 1984 – Jönssonligan får guldfeber
- 1984 – Sömnen
- 1986 – Morrhår och ärtor
- 1987 – Ondskans år
- 1987 – Sommarkvällar på jorden
- 1991 – Dyningar
- 1991 – Sanna kvinnor
- 1991 – Önskas